# Campionat d'Europa de natació de 1977
El Campionat d'Europa de natació de 1977 va ser la catorzena edició del Campionat d'Europa de natació. La competició es va disputar entre el 14 i el 21 d'agost de 1977 a Jönköping, Suècia.

## Medaller
País amfitrió
| Posició | País           | Or | Plata | Bronze | Total |
| 1       | RDA            | 16 | 11    | 7      | 34    |
| 2       | Unió Soviètica | 7  | 9     | 7      | 23    |
| 3       | RFA            | 7  | 2     | 4      | 13    |
| 4       | Hongria        | 3  | 1     | 1      | 5     |
| 5       | Regne Unit     | 2  | 1     | 5      | 8     |
| 6       | Països Baixos  | 1  | 6     | 2      | 9     |
| 7       | Txecoslovàquia | 1  | 1     | 0      | 2     |
| 8       | Itàlia         | 0  | 3     | 3      | 6     |
| 9       | Suècia         | 0  | 1     | 3      | 4     |
| 10      | Iugoslàvia     | 0  | 1     | 1      | 2     |
| 11      | Dinamarca      | 0  | 1     | 0      | 1     |
| 12      | Suïssa         | 0  | 0     | 3      | 3     |
| 13      | Romania        | 0  | 0     | 1      | 1     |
| Total   | Total          | 37 | 37    | 37     | 111   |

## Resultats

### Salts
Proves masculines
| Proves               | Or                     | Plata                    | Bronze                   |
| Trampolí de 3 metres | Falk Hoffmann (GDR)    | Franco Cagnotto (ITA)    | Aleksandr Kosenkov (URS) |
| Palanca              | Vladimir Aleynik (URS) | David Ambartsumyan (URS) | Falk Hoffmann (GDR)      |

Proves femenines
| Proves               | Or                   | Plata                       | Bronze               |
| Trampolí de 3 metres | Christa Köhler (GDR) | Beate Rothe (GDR)           | Irina Kalinina (URS) |
| Palanca              | Margit Schöpke (GDR) | Elena Vaytsekhovskaya (URS) | Irina Kalinina (URS) |

### Natació
Proves masculines
| Proves                       | Or                                                                                | Plata                                                                         | Bronze                                                                        |
| 100 metres lliures           | Peter Nocke (FRG)                                                                 | Vladimir Bure (URS)                                                           | Marcello Guarducci (ITA)                                                      |
| 200 metres lliures           | Peter Nocke (FRG)                                                                 | Andrey Krylov (URS)                                                           | Marcello Guarducci (ITA)                                                      |
| 400 metres lliures           | Sergey Rusin (URS)                                                                | Frank Wennmann (FRG)                                                          | Frank Pfütze (GDR)                                                            |
| 1.500 metres lliures         | Vladimir Salnikov (URS)                                                           | Valentin Parinov (URS)                                                        | Borut Petrič (YUG)                                                            |
| 100 metres esquena           | Miloslav Rolko (TCH)                                                              | Zoltán Verrasztó (HUN)                                                        | Klaus Steinbach (FRG)                                                         |
| 200 metres esquena           | Zoltán Verrasztó (HUN)                                                            | Miloslav Rolko (TCH)                                                          | Jan Thorell (SWE)                                                             |
| 100 metres braça             | Gerald Mörken (FRG)                                                               | Giorgio Lalle (ITA)                                                           | Walter Kusch (FRG)                                                            |
| 200 metres braça             | Gerald Mörken (FRG)                                                               | Arsens Miskarovs (URS)                                                        | Walter Kusch (FRG)                                                            |
| 100 metres papallona         | Roger Pyttel (GDR)                                                                | Pär Arvidsson (SWE)                                                           | John Mills (GBR)                                                              |
| 200 metres papallona         | Michael Kraus (FRG)                                                               | Roger Pyttel (GDR)                                                            | Pär Arvidsson (SWE)                                                           |
| 200 metres estils            | András Hargitay (HUN)                                                             | Andrey Smirnov (URS)                                                          | Aleksandr Sidorenko (URS)                                                     |
| 400 metres estils            | Sergey Fesenko (URS)                                                              | Andrey Smirnov (URS)                                                          | Csaba Sós (HUN)                                                               |
| relleus 4×100 metres lliures | RFAKlaus Steinbach · Andreas Schmidt · Jürgen Könnecker · Peter Nocke             | ItàliaRoberto Pangaro · Paolo Revelli · Paolo Sinegaelia · Marcello Guarducci | Unió SovièticaVladimir Bure · Sergey Labso · Sergey Kopliakov · Andrey Krylov |
| relleus 4×200 metres lliures | Unió SovièticaVladimir Raskatov · Sergey Rusin · Sergey Kopliakov · Andrey Krylov | RFAFrank Wennmann · Klaus Steinbach · Peter Knust · Peter Nocke               | RDARainer Strohbach · Roger Pyttel · Detlev Grabs · Frank Pfutze              |
| relleus 4×100 metres estils  | RFAKlaus Steinbach · Gerald Mörken · Michael Kraus · Peter Nocke                  | RDALutz Wanja · Gregor Arnicke · Roger Pyttel · René Pläschke                 | Regne UnitJames Carter · Duncan Goodhew · John Mills · Martin Smith           |

Proves femenines
| Proves                       | Or                                                                    | Plata                                                                               | Bronze                                                                         |
| 100 metres lliures           | Barbara Krause (GDR)                                                  | Enith Brigitha (NED)                                                                | Petra Priemer (GDR)                                                            |
| 200 metres lliures           | Petra Thümer (GDR)                                                    | Barbara Krause (GDR)                                                                | Annelies Maas (NED)                                                            |
| 400 metres lliures           | Petra Thümer (GDR)                                                    | Annelies Maas (NED)                                                                 | Barbara Krause (GDR)                                                           |
| 800 metres lliures           | Petra Thümer (GDR)                                                    | Annelies Maas (NED)                                                                 | Marina Altmann (GDR)                                                           |
| 100 metres esquena           | Birgit Treiber (GDR)                                                  | Ulrike Richter (GDR)                                                                | Kaire Indrikson (URS)                                                          |
| 200 metres esquena           | Birgit Treiber (GDR)                                                  | Ulrike Richter (GDR)                                                                | Carmen Bunaciu (ROU)                                                           |
| 100 metres braça             | Yuliya Bogdanova (URS)                                                | Carola Nitschke (GDR)                                                               | Ramona Reinke (GDR)                                                            |
| 200 metres braça             | Yuliya Bogdanova (URS)                                                | Susanne Nielsson (DEN)                                                              | Eva-Marie Håkansson (SWE)                                                      |
| 100 metres papallona         | Andrea Pollack (GDR)                                                  | Christiane Knacke (GDR)                                                             | Ineke Ran (NED)                                                                |
| 200 metres papallona         | Anett Fiebig (GDR)                                                    | Andrea Pollack (GDR)                                                                | Susan Jenner (GBR)                                                             |
| 200 metres estils            | Ulrike Tauber (GDR)                                                   | Sabine Kahle (GDR)                                                                  | Olga Klevakina (URS)                                                           |
| 400 metres estils            | Ulrike Tauber (GDR)                                                   | Sabine Kahle (GDR)                                                                  | Sharron Davies (GBR)                                                           |
| relleus 4×100 metres lliures | RDABirgit Treiber · Birgit Wächtler · Petra Priemer · Barbara Krause  | Països BaixosIneke Ran · Anja van de Bogaerde · Annelies Maas · Enith Brigitha      | Regne UnitVictoria Bullock · Mary Houston · Sharron Davies · Cheryl Brazendale |
| relleus 4×100 metres estils  | RDAUlrike Richter · Carola Nitschke · Andrea Pollack · Barbara Krause | Unió SovièticaKaire Indrikson · Yuliya Bogdanova · Olga Klevakina · Larisa Tsaryova | RFAHeike John · Dagmar Rehak · Karin Seick · Jutta Meeuw                       |

### Natació sincronitzada
| Proves | Or                                      | Plata                                       | Bronze                                    |
| Solo   | Jackie Cox (GBR)                        | Marijke Engelen (NED)                       | Renate Baur (SUI)                         |
| Duet   | Jackie Cox (GBR) · Andrea Holland (GBR) | Helma Giuvers (NED) · Marijke Engelen (NED) | Renate Baur (SUI) · Liselotte Meyer (SUI) |
| Equips | Països Baixos                           | Regne Unit                                  | Suïssa                                    |

### Waterpolo
| Prova             | Or      | Plata      | Bronze |
| Waterpolo masculí | Hongria | Iugoslàvia | Itàlia |